# Holmes Place
Holmes Place ist eine international operierende Kette von Fitnessstudios. Der erste Holmes Place Health Club – so der vollständige offizielle Name – eröffnete 1979 im Londoner Stadtteil Chelsea. Nach einer Expansion im Vereinigten Königreich wurden schließlich europaweit Clubs eröffnet, wobei man sich stets im gehobenen Preissegment positioniert. Die Clubs zeichnen sich in aller Regel durch Wellnessbereiche in Ergänzung zu den Trainingsflächen und sehr zentrale bzw. prominente Innenstadtlagen aus. Das Logo der Kette ist einheitlich auf weißem Grund gefasst, mit einem als Yin-Yang ähnlichen Symbol = H (für Holmes Place) als Erkennungssymbol. Eigentümer der Kette ist die Familie des Firmengründers Allan Fisher. Vorstandsvorsitzender ist sein Sohn Jonathan Fisher. Rund 3.000 Mitarbeiter sind für das Unternehmen tätig. Die Zahl der Mitglieder liegt bei ca. 320.000.

## Geschichte
Der erste Holmes Place Club eröffnete 1979 in Chelsea in einem umgebauten Klempnerbetrieb. 1992 bestand die Gruppe aus 3 Clubs in London und hatte ca. 8.000 Mitglieder. 1997 ging man als Holmes Place PLC an die Londoner Börse. 2003 erwarben die Private-Equity-Firmen Bridgepoint Capital und Permira für rund 450 Mio. € das Unternehmen. Im Jahr 2007 kaufte Firmengründer Fisher das Unternehmen zurück.
1996 begann die Expansion nach Kontinentaleuropa: In Lissabon wurde in Oeiras der erste Club auf dem Kontinent eröffnet. 1998 hatte Holmes Place ca. 58.000 Mitglieder, im Jahr 2001 bereits ca. 230.000. Ursprünglich aus England stammend, verkaufte das Unternehmen 2006 jedoch seine damals 46 Studios im Vereinigten Königreich für 210 Mio. £ an den Wettbewerber Virgin Active, worauf auch die Marke Holmes Place vom englischen Markt verschwand. 2001 eröffnete der erste Holmes Place Deutschlands in Berlin. Zwischenzeitlich war man über Niederlassungen bzw. Franchisenehmer auch in Frankreich und den USA vertreten. Der einzige Club in den USA in Chicago wurde 2007 an den Joint-Venture-Partner Bally Group verkauft.
Hauptmärkte sind heute Deutschland, Griechenland, Spanien, Israel, Österreich, Polen, Portugal, Schweiz und Tschechien. 2009 eröffnete der bisher einzige ungarische Holmes Place in Budapest.
2005 verkaufte man die damals 29 Clubs auf der iberischen Halbinsel an institutionelle Investoren aus Spanien, erwarb sie aber im Jahr 2012 zurück. 2010 expandierte die Kette in Deutschland und Österreich durch die Übernahme diverser Clubs der insolventen Fitnesskette Elixia, die ebenfalls im gehobenen Preissegment positioniert war. Zur gleichen Zeit eröffnete auch das erste Holmes Place Spa in der Schweiz. Es folgten weitere in Berlin und Warschau, oftmals integriert bzw. angelagert an Hotels der 4- oder 5-Sterne-Kategorie. Die Spas zeichnen sich durch große Saunenlandschaften und Massagesalons aus, während die klassischen Trainingsflächen deutlich geringer bemessen sind als in den übrigen Holmes-Place-Studios. Die Mitgliedschaft kostet ebenfalls etwa 20 % mehr als in den klassischen Holmes Place Health Clubs. In Berlin befinden sich derzeit sechs von deutschlandweit 14 Holmes Place Clubs.

## Standorte
2025 betrieb Holmes Place folgende Anzahlen von Studios in Europa und Nahost:
- Deutschland: 14 Studios
- Österreich: 4 Studios
- Schweiz: 5 Studios
- Tschechien: verkauft
- Polen: 2 Studios
- Ungarn: verkauft 2019
- Portugal: 21 Studios
- Spanien: 15 Studios
- Griechenland: 3 Studios
- Israel: 34 Studios

## Claim und Entwicklung
Das Motto von Holmes Place, das international an allen Clubs auf Werbeflächen oder Glasfronten angebracht ist, lautet: „Enjoy the Journey“. Das Unternehmen möchte sich neben der Preisgestaltung auch durch seine selbst auferlegte Firmenphilosophie von den Wettbewerbern absetzen, die sich aufgliedert in „Find an activity you like, at a place you like, with people you like“. Kernelement jedes Clubs ist ein großes Kursangebot mit Yoga, Conditioning, Pilates, Zumba und Spinning uvm.
In Deutschland und Österreich besitzt die Kette außerdem Lizenzen für die Angebote von Les Mills International.